# Stiepnianka
Stiepnianka (ros. Степнянка) – osiedle w Rosji, w obwodzie orenburskim, w rejonie pierwomajskim. W 2010 liczyło 155 mieszkańców.